# Jersey City (New Jersey)
Jersey City er en by i Hudson County i staten New Jersey, United States. Jersey City har 292.449(2020) indbyggere, hvilket gør den til New Jerseys næststørste by efter Newark.
Byen indgår i New Yorks storbyområde.